# Christina Salomonson
Christina Birgitta Stigsdotter Salomonson, född  8 januari 1946, är en svensk ämbetsman. 
Salomonson utbildade sig i samhällskunskap och historia, med en fil.mag.-examen. Hon var lärare och studierektor under 20 år, och arbetade därefter på Cykelfrämjandet och som generalsekreterare för Folk och Försvar 1991-1996, innan hon blev departementsråd på Försvarsdepartementet. Hon har senare varit generaldirektör för Räddningsverket 2000-2005 och för Kustbevakningen 2005-2008.
Hon var 2008-2010 den första chefstjänstemannen för krishantering och ansvarig för det nyinrättade Kansliet för krishantering med placering i Statsrådsberedningen i regeringskansliet.